# Ophiderma pubescens
Ophiderma pubescens är en insektsart som beskrevs av Emmons. Ophiderma pubescens ingår i släktet Ophiderma och familjen hornstritar. Inga underarter finns listade i Catalogue of Life.